# Acianthus cymbalariifolius
Acianthus cymbalariifolius är en orkidéart som beskrevs av Ferdinand von Mueller och Friedrich Fritz Wilhelm Ludwig Kraenzlin. Acianthus cymbalariifolius ingår i släktet Acianthus och familjen orkidéer.
Artens utbredningsområde är Nya Kaledonien. Inga underarter finns listade i Catalogue of Life.